# 荒木健志郎
荒木 健志郎（あらき けんしろう）は、福岡県生まれの作曲家である。

## 概要
3歳よりピアノを始める。当初はピアニストを志すが高校生ごろから次第に作曲を独学で学び、以後ピアノを宝木多加志、作曲を野崎勇喜夫、中山博之、指揮を伊藤幸夫の各氏に師事。2017年地域イベント等のBGMや演歌歌手の全国ツアー、BGMの作編曲を担当。2018年福岡県で第1回 荒木健志郎作曲発表コンサートを開催、同年に開催された第25回TIAA全日本作曲家コンクールに応募した「クラリネットソナタ第2番Op.191が」室内楽部門で入選し、2021年1月26日には「クラリネット ソナタ第1番・第2番」CDをリリース、並びに東京日暮里サニーホールコンサートサロンにてCD発売記念コンサートをクラリネット・大川遥、ピアノ・塩川正和を迎え開催。東京国際芸術協会会員、エリシオンフィルハーモニーオーケストラ作・編曲・指揮担当。

## 主な作品
室内楽作品
- ピアノソナタ第43番Op.175
- ピアノソナタ第44番Op.185
- ピアノソナタ第45番Op.199
- クラリネットソナタ第1番Op.187
- クラリネットソナタ第2番Op.191
- ヴァイオリンソナタ第1番Op.200-1
- ヴァイオリンソナタ第2番Op.200-2
- 弦楽四重奏第1番Op.189
- ピアノ五重奏Op.190

協奏曲作品
- バストロンボーン協奏曲Op.186

交響曲作品
- 交響曲第5番Op.173
- 交響曲第6番Op.197